# Jean Fernel
Jean François Fernel, in latino: Fernelius (Montdidier, 1497 – Fontainebleau, 1558), è stato un medico e astronomo francese.

## Biografia
Nacque a Montdidier (Somme); dopo aver ricevuto la prima educazione nella città natale, entrò nel Collegio di Sainte-Barbe a Parigi. In un primo tempo si dedicò a studi di matematica e di astronomia. Il suo Cosmotheoria (1528) registra la determinazione di un grado del meridiano tra Parigi e Amiens da lui eseguita per mezzo di un contatore meccanico di giri di una ruota a circonferenza di sviluppo nota. Quest'opera è pertanto il resoconto della prima misura moderna del grado di longitudine terrestre.
Fernel ha dato contributi molto importanti anche alla medicina: ha introdotto nel lessico medico i termini "fisiologia" e "patologia" per descrivere lo studio del funzionamento del corpo e delle sue malattie. Fu il primo a descrivere il canale vertebrale. La sua straordinaria erudizione generale, l'abilità e il successo con cui ha cercato di far rivivere lo studio dei medici dell'antica Grecia, gli procurarono una grande reputazione e infine l'ufficio di medico di corte di Enrico II di Francia. Svolse la professione medica con grande successo e alla sua morte lasciò una immensa fortuna.
Il cratere lunare Fernelius porta il suo nome.

## Opere

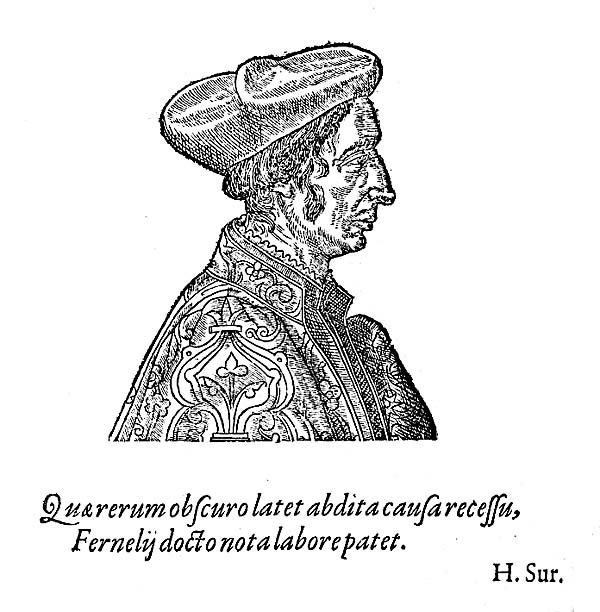
Ritratto di Jean Fernel, da Universa Medicina del 1577

- (LA) De proportionibus libri duo, Paris, Simon de Colin, 1528.
- Cosmotheoria libros duos complexa (1528)
- De naturali parte medicinae libri septem (1542)
- De vacuandi ratione (1545)
- De abditis rerum causis libri duo (1548)
- Universa Medicina (Physiologia, Pathologia, Therapeutice)
- Medicina, ad Henricum II, Galliarum regem christianissimum (1554)
- Pathologiae libri septem, Venezia, Pietro Boselli, 1555.
- (LA) De abditis rerum causis, Paris, Joachim Reumann, 1560.
- Thierapeutices universalis libri septem (1569) Therapeutice, seu medendi ratio

Therapeutice, seu medendi ratio

- Febrium curandarum methodus generalis (1577)
- De luis venereæ curatione perfectissima liber (1579)
- Consiliorum medicinalium liber (1582)
- Consilium pro epileptico scriptum (1581)
- Pathologiæ, archiatri clarissimi, libri septem (1587)
- Pharmacia Joannis Fernelii cum Guilel. Planti et Franc. Saguyeri scholiis, in usum pharmacopoearum (1605)
- De arthritidis praeservatione et curatione clarorum doctissimorumque nostrae aetatis medicorum consilia (1602)